# رمان گوشه‌دار
رمان گوشه دار (فرانسوی: Roman à tiroirs‎)، نوعی رمان شامل یک رشته حوادث که از لحاظ ربط یا مضمون پیوستگی خیلی روشنی با هم ندارند.

## اثر ادبی
عبارت "à tiroirs" که در مورد یک اثر ادبی به کار می‌رود، مربوط به سال ۱۷۵۲ است، و به نظر می‌رسد که در اصل برای اشاره به تئاتر و نمایشنامه‌ها ("pièce à tiroirs" یا "comédie à tiroirs") استفاده شده‌است.

## نمونه قابل ذکر
ژیل بلاس اثر آلن رنه لوساژ در چهار جلد که در فاصلهٔ ۱۷۱۵ و ۱۷۳۵ منتشر شد.